# 迪特里希施泰因家族
迪特里希施泰因（德文：Dietrichstein）是一个来自奥地利克恩滕的贵族家族。该家族在11世纪便见诸史籍，后分为威赫塞尔施塔特支、霍伦堡支、尼科尔斯堡支等分支。尼科尔斯堡支的马克西米利安于1631年被封为神圣罗马帝国的亲王。

## 迪特里希施泰因亲王
- 1631年－1655年：马克西米利安 Maximilian 1612年起为伯爵
- 1655年－1698年：斐迪南·约瑟夫 Ferdinand Joseph 马克西米利安的次子
- 1698年－1708年：利奥波德·依格纳茨·约瑟夫 Leopold Ignaz Joseph 斐迪南·约瑟夫的次子
- 1708年－1738年：瓦尔特·弗朗茨·克萨维尔·安东 Walther Franz Xaver Anton 斐迪南·约瑟夫第四子
- 1738年－1784年：卡尔·马克西米利安 Karl Maximilian 瓦尔特·弗朗茨·克萨维尔·安东第三子，其子嗣改姓“冯·迪特里希施泰因-普劳斯考”
- 1784年－1808年：卡尔 Karl 卡尔·马克西米利安长子，其子嗣改姓“冯·迪特里希施泰因-普劳斯考-莱斯利”
- 1808年－1854年：弗朗茨·约瑟夫 Franz Joseph 卡尔的次子
- 1854年－1858年：约瑟夫 Joseph 弗朗茨独子
- 1858年－1864年：莫里茨 Moritz Joseph Johann  卡尔第四子

1864年，迪特里希施泰因家族男系绝嗣。

## 迪特里希施泰因·祖·尼科尔斯堡亲王

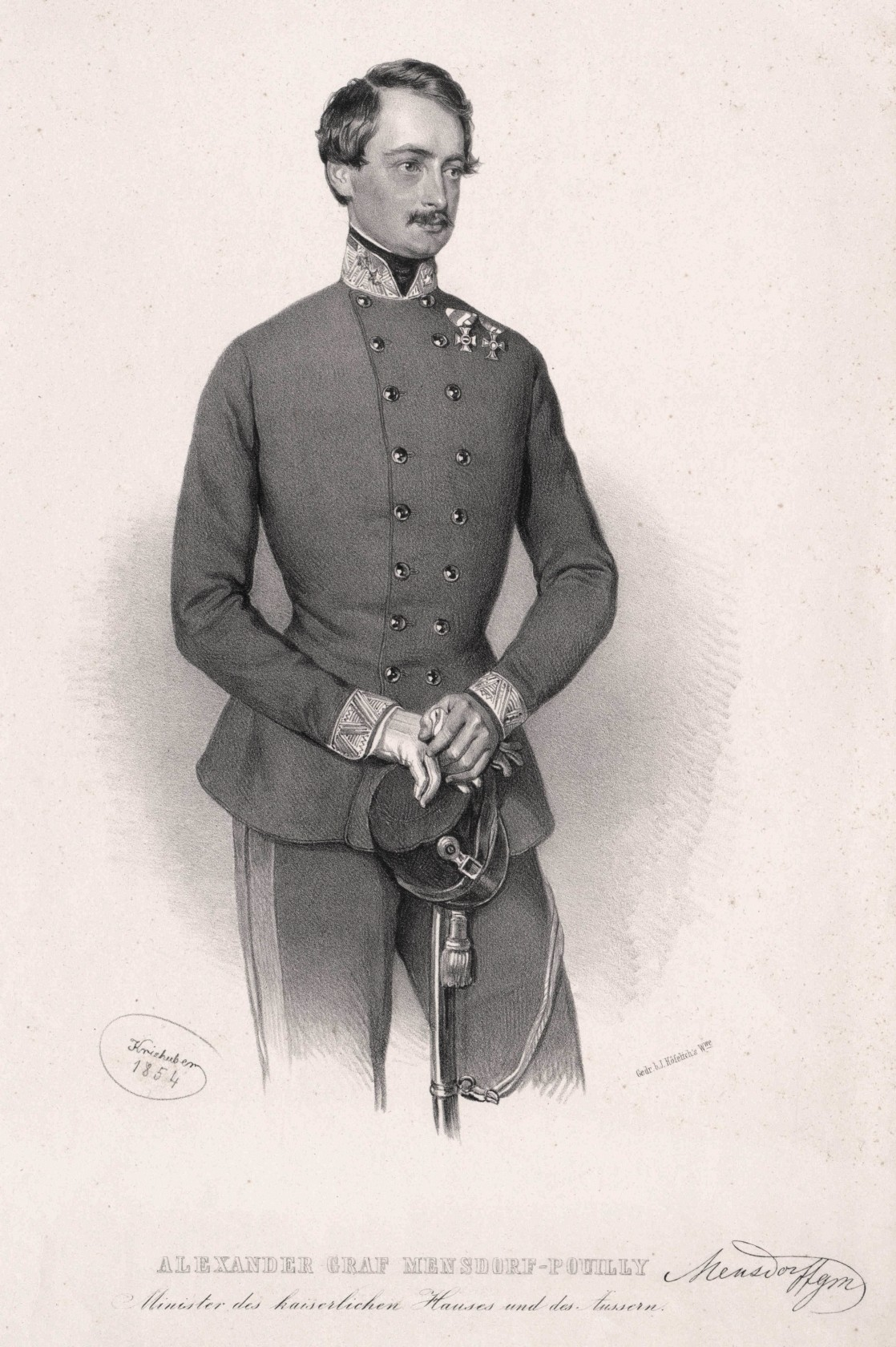
迪特里希施泰因·祖·尼科尔斯堡亲王亚历山大·冯·孟斯多夫-普伊

- 1868年－1871年：亚历山大·冯·孟斯多夫-普伊 Alexander von Mensdorff-Pouilly 迪特里希施泰因亲王约瑟夫的女婿和继承人，其次女亚历珊德琳的夫婿。1865年任奥地利帝国首相。
- 1871年－1918年：胡戈·冯·孟斯多夫-普伊-迪特里希施泰因 Hugo von Mensdorff-Pouilly-Dietrichstein 亚历山大与亚历珊德琳的长子

### 迪特里希施泰因·祖·尼科尔斯堡亲王继承人
- 1918年－1920年：胡戈 前亲王，1918年奥地利君主制覆灭后仍自称迪特里希施泰因·祖·尼科尔斯堡亲王
- 1920年－1964年：亚历山大 Alexander 胡戈的次子，无男嗣

1964年，孟斯多夫-普伊-迪特里希施泰因家族绝嗣。